# IBM 350

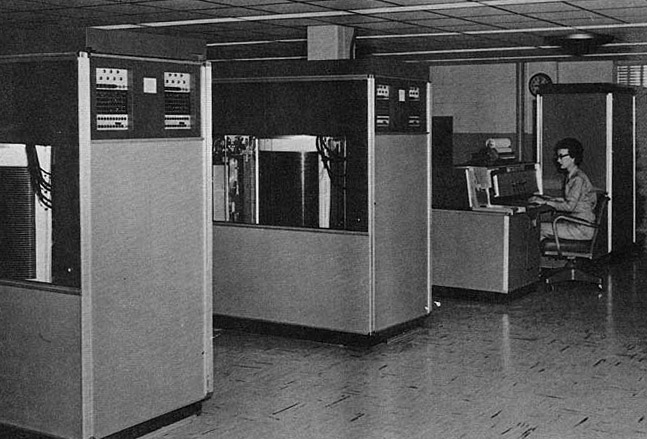
IBM 305 en U. S. Army Red River Arsenal, con dos unidades de almacenamiento IBM 350 en primer plano.

El IBM 350 fue el primer disco duro, desarrollado por IBM como parte del sistema de cómputo IBM 305 RAMAC el 14 de septiembre de 1956. Simultáneamente un producto muy similar, el IBM 355, era anuanciado para el sistema de cómputo IBM 650 RAMAC.

## Desarrollo
El IBM 350 era parte del IBM 305 RAMAC, la computadora que introdujo al mundo la tecnología de almacenamiento en discos, el 4 de septiembre de 1956. RAMAC "Random Access Method of Accounting and Control". Su diseño fue motivado por la necesidad de sustituir las tarjetas perforadas usadas por la mayoría de los negocios de la época. Los IBM 350 podían almacenar 5 millones de caracteres de 7 bit (cerca de 4,4 megabytes). Tenían cincuenta discos de 61 cm (24 pulgadas) de diámetro con 100 superficies de grabación. Cada superficie tenía 100 pistas. Los discos giraban a 1200 RPM. La tasa de transferencia de datos era de 8800 caracteres por segundo. Dos cabezales de acceso independientes se movían hacia arriba y hacia abajo para seleccionar un disco y adentro y hacia fuera para seleccionar una pista de grabación, todo esto controlado por un servo. Se agregó un tercer cabezal opcional. En los años 50 se añadieron varios modelos mejorados. La computadora IBM RAMAC 305 con el disco de almacenamiento IBM 350 se podía alquilar por unos US$3200 (equivalente a $35 862 en 2023) al mes. Los IBM 350 fueron retirados oficialmente en 1969.
Las dimensiones del IBM 350 eran 1,52 metros de largo, 1,73 metros de alto y 74 cm ancho. IBM tenía una regla terminante, que todos sus productos no deben sobrepasar el estándar de 75 cm (29,5 pulgadas). Puesto que los IBM 350 fueron montados horizontalmente, esta regla dictó probablemente el diámetro máximo de los discos.

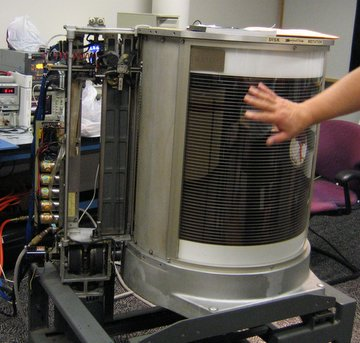
Un IBM 350 RAMAC, del Computer History Museum, en proceso de restauración.

En una entrevista publicada en el Wall Street Journal a Currie Munce, el vicepresidente de investigación de Hitachi Global Storage Technologies, que adquirieron el negocio del almacenaje de IBM, dijo que la unidad entera de RAMAC pesaba más de una tonelada y tuvo que ser trasladada con montacargas y ser entregada usando grandes aviones de carga. Según Munce, mientras que la capacidad de almacenamiento podía ser aumentada a unos 5 megabytes, el departamento de marketing de IBM estaba en contra del aumento de la capacidad porque no sabían vender un producto con más almacenaje.
Hoy en día, el Museum History Computer, situado en Mountain View, California, dispone de una restauración del disco de almacenamiento del RAMAC.